# Yuki Fukushima
Pour les articles homonymes, voir Fukushima.
Yuki Fukushima (福島 由紀, Fukushima Yuki,) née le 6 mai 1993 à Yatsushiro au Japon est une joueuse de badminton professionnelle spécialiste du double dames. Elle est connue pour être la partenaire de Sayaka Hirota. En 2018, elle remporte la médaille d'argent lors des championnats du monde dans la catégorie double dames.
En 2019, à Bâle, elles remportent à nouveau ensemble la médaille d'argent lors des championnats du monde dans la même catégorie.